# Twiningia acuta
Twiningia acuta är en insektsart som beskrevs av Beamer 1942. Twiningia acuta ingår i släktet Twiningia och familjen dvärgstritar. Inga underarter finns listade i Catalogue of Life.